# Sterculia purpurea
Sterculia purpurea là một loài thực vật có hoa trong họ Cẩm quỳ. Loài này được Exell miêu tả khoa học đầu tiên năm 1927.